# Panhard & Levassor Type S
Der Panhard & Levassor Type S ist ein Pkw-Modell der 1900er Jahre. Hersteller war Panhard & Levassor in Frankreich.

## Beschreibung
Die Fahrzeuge haben einen von Arthur Constantin Krebs entwickelten Ottomotor. In den Motorcodes „S4E“ und „S4R“ steht das „S“ für diesen „Centaure allégé“ genannten Motor und die „4“ für die Anzahl der Zylinder.
Zwei Motorgrößen standen zur Wahl. Beides sind Vierzylinder-Reihenmotoren mit einzeln gegossenen Zylindern. Der kleinere hat 80 mm Bohrung, 120 mm Hub und 2413 cm³ Hubraum. Er wurde auch 10 CV genannt. Der größere hat 90 mm Bohrung, 130 mm Hub, 3308 cm³ Hubraum und war mit 15 CV eingestuft. Die Leistung des Frontmotors wird über ein Vierganggetriebe und Ketten an die Hinterachse übertragen.
Der Radstand beträgt zwischen 277 cm und 313 cm.
Die Produktion beider Varianten lief von Dezember 1904 bis 1907. Von der schwächeren Version wurden in den einzelnen Kalenderjahren eins, acht, drei und ein Fahrzeug hergestellt. Die andere Ausführung war mit 1, 42, 174 und 16 Fahrzeugen erfolgreicher. Zusammen sind das 246 Stück, von denen 40 exportiert wurden.
Vorgänger waren Type B und Type C. Der Type I war bis auf ein anderes Getriebe ähnlich. Nachfolger wurde der Type X.